# 六氏先生

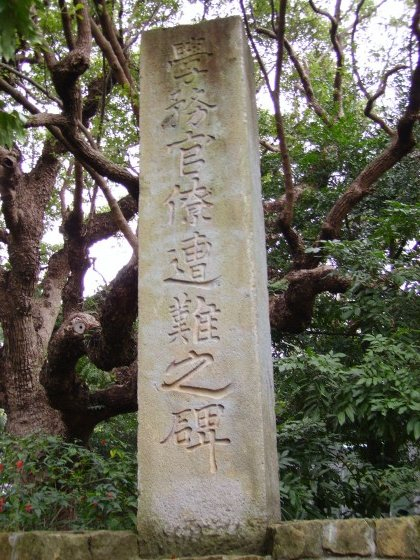
学務官僚遭難之碑

六氏先生（ろくしせんせい / りくしせんせい）または六士先生は、日本統治時代の台湾に設立された小学校、芝山巌学堂（しざんがんがくどう）で抗日事件により殺害された日本人教師6人のことである。

## 芝山巌事件
1895年（明治28年）5月17日、下関条約（馬関条約）により台湾が日本に割譲され、5月21日から日本による統治が始まると、当時文部省の学務部長心得だった伊沢修二は、初代台湾総督に就任した樺山資紀に「（台湾の統治政策の中で）教育こそ最優先すべき」と教育の必要性を訴え、同年6月、日本全国から集めた人材7名を連れて台湾へ渡り、台北北部の芝山巌の恵済宮という道観の一部を借りて同年7月に芝山巌学堂という小学校を設立した。
最初は生徒6人を集め、台湾総督府学務部長となった伊沢と教師7人の計8人で日本語を教えていた。次第に周辺住人に受け入れられ、同年9月20日には生徒数が21人になり甲、乙、丙の3組に分けて授業を行っていた。
その頃、能久親王が出征中の台南（後の台南神社境内）で薨去し、それに伴い伊沢と1人の教師（山田耕造）は親王の棺とともに日本本土に一時帰国した。
その伊沢の帰国中に事件は起こる。
1895年の暮れになるとふたたび台北の治安が悪化し、日本の統治に反対する勢力による暴動が頻発すると、周辺住人は教師たちに避難を勧めたが、彼らは「死して余栄あり、実に死に甲斐あり」と教育に命を懸けていることを示し、芝山巌を去ろうとはしなかった。

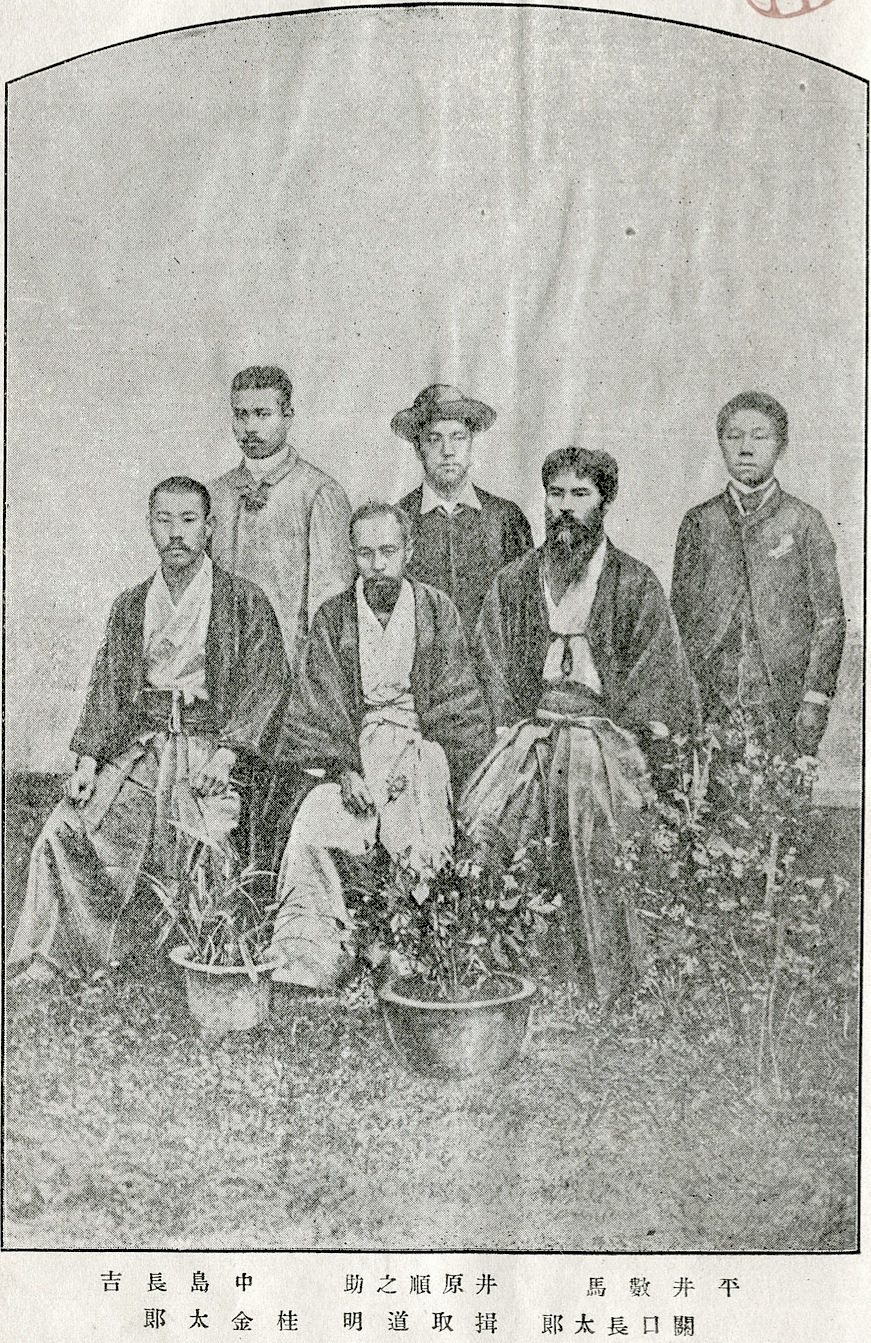

1896年（明治29年）1月1日、6人の教師と用務員（小林清吉）が元旦の拝賀式に出席するために生徒を連れて船着場に行ったが、前日からのゲリラ騒ぎで船が無く、生徒達を帰して芝山巌に戻った。再び芝山巌を下山しようとした時、約100人の抗日ゲリラ（日本側で言う匪賊）に遭遇した。教師たちはゲリラたちに説諭したが聞き入れられず、用務員の小林を含む7人全員が惨殺された。ゲリラ達は、日本人の首を取ったら賞金が貰えるとの流言から襲撃を掛けたと言われており、6人の首級と用務員を襲って殺害した上に着衣や所持品を奪い、さらに芝山巌学堂の物品も略奪した。この事件は、台湾にいた日本人を震撼させたのみならず、日本政府にも重大視され、丁重に葬儀を行うとともに、台湾統治の強化が行われた。芝山巌学堂は3か月間の授業停止の後に再開された。

## 6人の教師
「六氏先生」と呼ばれる教師は以下の6人である。
- 楫取道明（山口県、38歳、初代群馬県令楫取素彦と吉田松陰の妹・寿の次男）
- 関口長太郎（愛知県、37歳）
- 中島長吉（群馬県、25歳）
- 桂金太郎（東京府、27歳、東京府士族）
- 井原順之助（山口県、23歳）
- 平井数馬（熊本県、17歳）

## 事件のその後

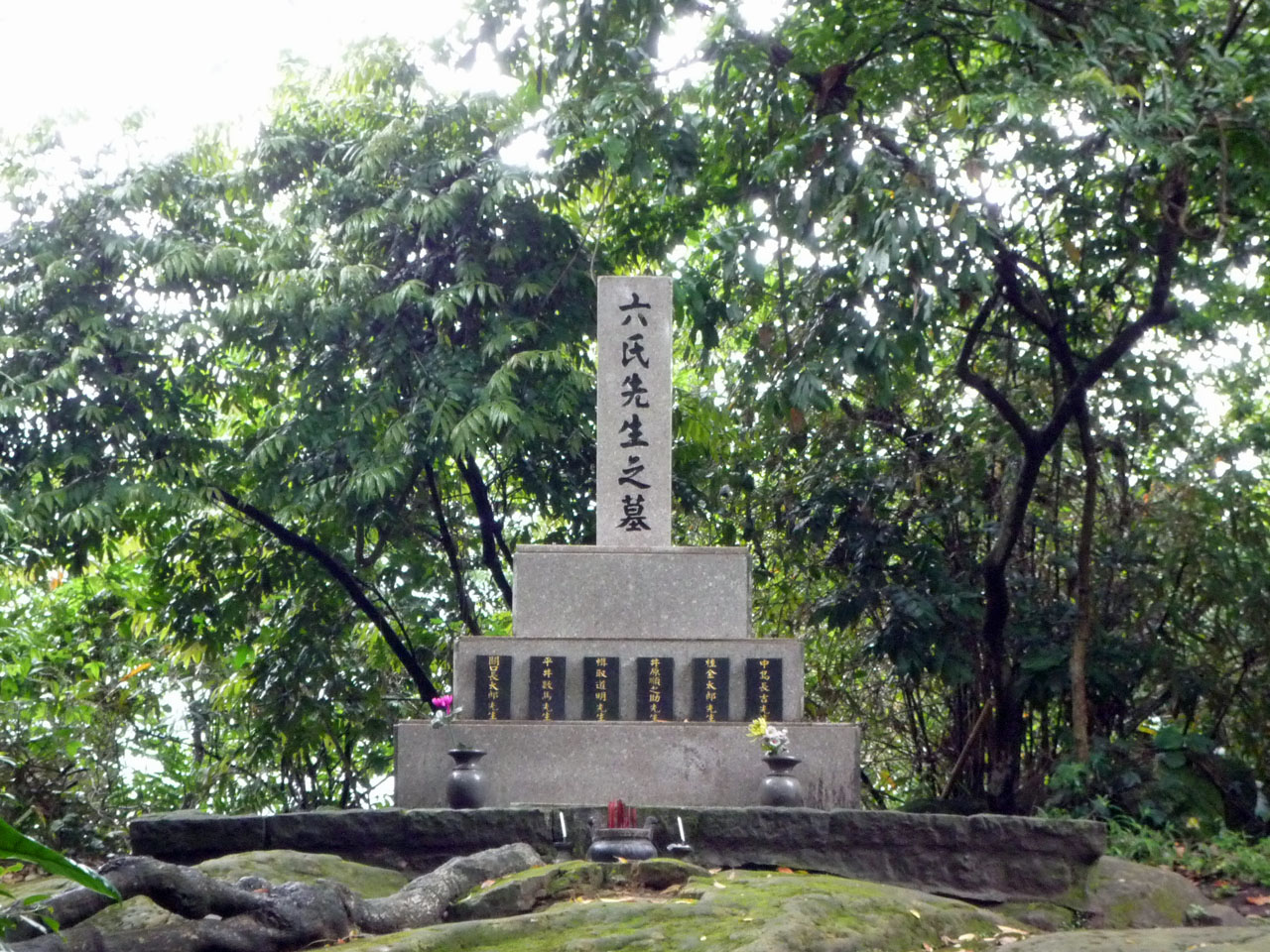
六氏先生の墓

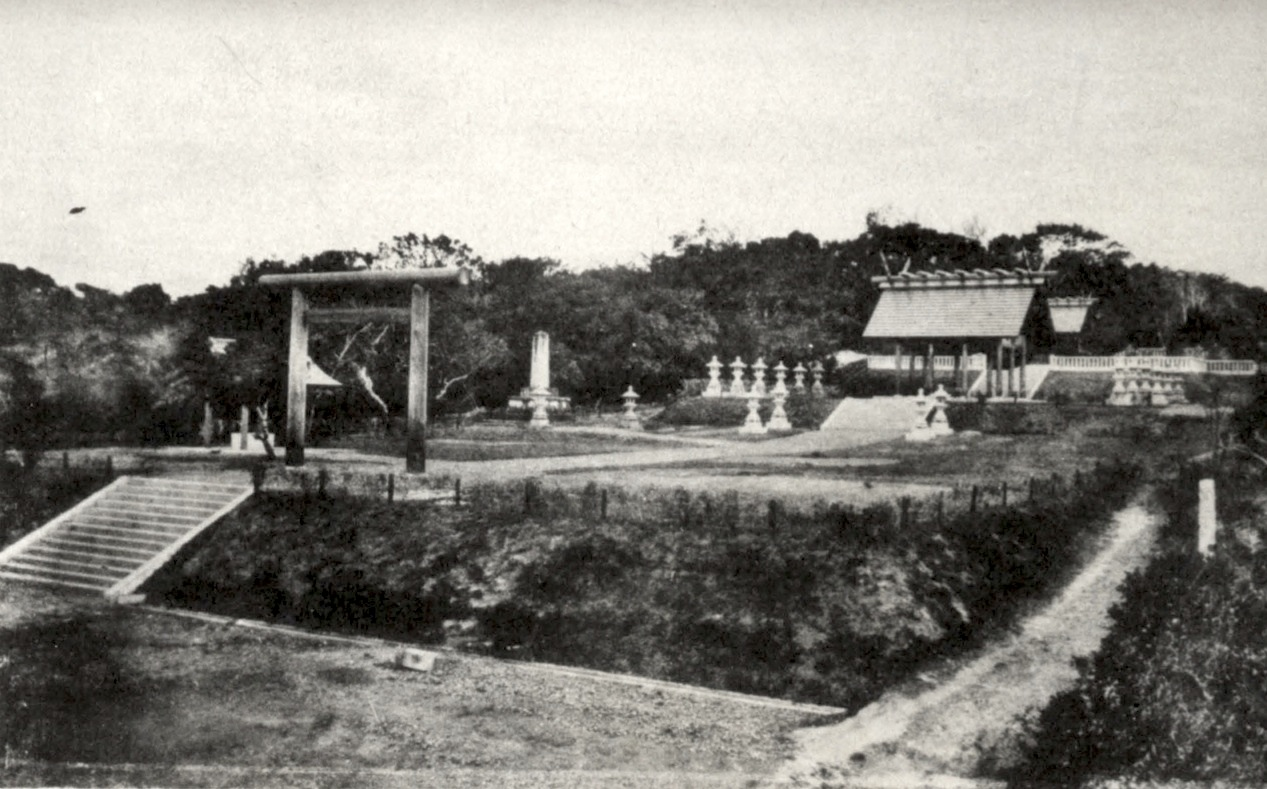
芝山巌神社

彼らの台湾の教育に賭ける犠牲精神は「芝山巌精神」と言われ、人々の間で語り継がれるようになった。
この「芝山巌精神」は当時の台湾教育者に多くの影響を与え、統治直後、総人口の0.5～0.6％だった台湾の学齢児童の就学率は1943年（昭和18年）頃には70％にもなった。また終戦時には識字率が92.5％に登り、後に台湾が経済発展をする基礎となった。
1930年（昭和5年）には「芝山巌神社」が創建され、六氏先生をはじめ、台湾教育に殉じた人々が、1933年（昭和8年）までに330人祀られた（そのうち台湾人教育者は24人）。
境内には六氏先生を合葬する墓があり、また社殿の前には六氏先生を追悼して、伊藤博文揮毫による「学務官僚遭難之碑」（1896年7月1日建立）が建てられた。
毎年2月1日には慰霊祭が執り行われ、芝山巌は「台湾教育の聖地」と称された。

### 戦後

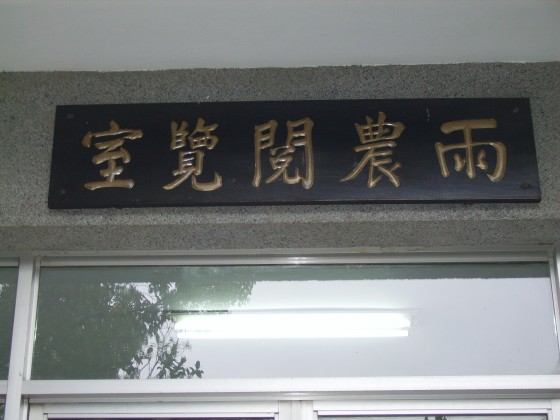
雨農閲覧室の額

1950年代ごろ、芝山巌祠は六氏先生の遺骨、墓、関連する碑文などとともにすべて破壊され、その跡地には戴笠を記念する「雨農閲覧室」が建てられた。
1980年代に芝山巌は軍事管制区域から除外され、破壊された数々の歴史的遺物が再び注目されるようになった。
雨農閲覧室では、抗日運動の成果のひとつとして芝山巌事件を紹介する展示などが行われてきた。しかし、李登輝総統の下で台湾民主化の動きが進むと、芝山巌学堂が開かれて100年経った1995年（平成7年）1月1日に芝山巌学堂の後身である台北市立士林国民小学の卒業生により、教育に命をかけた「六氏先生の墓」が再建され、2000年（平成12年）には「学務官僚遭難之碑」も復元された。
現在、周辺は芝山文化生態緑園として整備されており、自然観察をしたり、大石象、蝙蝠洞、太陽石、砲台跡、同帰所（芝山で亡くなった無縁仏の合葬施設）などを見て回ることができる。

## 六氏先生の歌
作歌: 加部巌夫、作曲: 高橋二三四
やよや子等 はげめよや
学べ子等 子供たちよ
慕へ慕へ 倒れてやみし先生を

歌へ子等 思へよや
すすめ子等 国のため
思へ思へ 遭難六氏先生を